# Braathen Creek
Braathen Creek är ett vattendrag i provinsen British Columbia i Kanada. Det ligger i Mackenzieflodens avrinningsområde. Vattendraget rinner mot sydväst till sin mynning i Colbourne Creek. Namnet ändrades 1957 från Canyon Creek till Braathen Creek till minne av RCAF-officeren Harold Braathen som 5 juli 1944 stupade i strid under Andra världskriget.